# Ermete Novelli

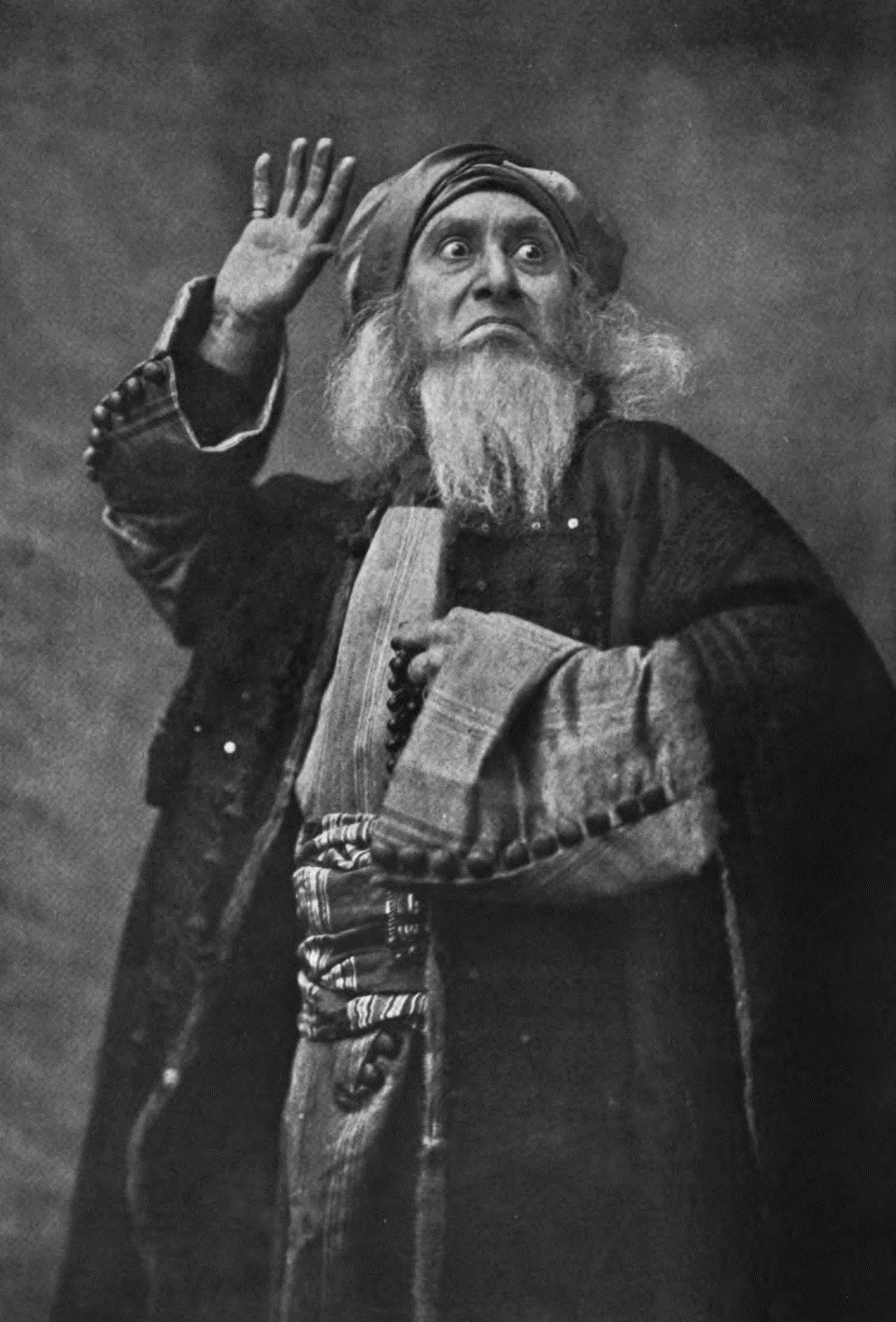
Ermete Novelli como Shylock

Ermete Novelli (Lucca, 5 de marzo de 1851-Nápoles, 30 de enero de 1919) fue un actor italiano.

## Biografía
Primogénito de una familia noble de Bertinoro en la provincia de Forli, debuta en teatro muy joven y rápidamente se convierte en uno de los principales actores de su tiempo, especialmente como trágico en obras de William Shakespeare.
En 1900, funda la compañía estable, la "Casa Goldoni" a la manera de la Comedia Francesa cerca del Teatro Valle en Roma. 
Actuó en Nueva York como Otelo en 1907 y en 1904 inauguró el Teatro Roma de Avellaneda en Argentina, donde era muy conocido por sus anteriores actuaciones en el Teatro Politeama de Buenos Aires.
En 1902 regresa a su pueblo donde escribe "Foglietti sparsi narranti la mia vita".
En cine fue Shylock o il mercante di Venezia (1910), Rey Lear (1910) y La gerla di papà Martin (1914).
En su memoria en 2002 se estableció el Premio Ermete Novelli. 
El antiguo teatro Arena al Lido de Rímini lleva su nombre en homenaje al actor y visionario que lo rescató y puso en funcionamiento a principios de siglo.
Fue el padre del director Enrique Novelli (1874-1943).

## Cine
- La morte che assolve (1918)

- Automartirio (1917)

- Per la Patria! (1915)

- Il più grande amore (1915)

- La gerla di papà Martin (1914)

- Il mercante di Venezia (1911)

- Re Lear (1910/II) .... King Lear

- La morte civile (1910)

## Biografías
- Ermete Novelli, Ocurrencias y recuerdos. 1980, Rosario, LCCN:83185430
- Giannini Novelli Olga. La mia vita con Ermete Novelli. 2002. ISBN 8890200316
- Persiani Paolo E. Ermete Novelli. Sublime guitto. 2002. Il Ponte Vecchio. ISBN 8883122623
- Palombi, Claudia. Ermete Novelli. Storia di una vocazione: la sua arte, il suo teatro. Guaraldi, 1993